# Charleston Air Force Base
Charleston Air Force Base (IATA-code: CHS, ICAO-code: KCHS) is een vliegbasis van de United States Air Force in North Charleston, 11 km ten noorden van Charleston in de Amerikaanse staat South Carolina.
De Host Unit van de vliegbasis is de 628th Air Base Wing (628 ABW), een ondergeschikt onderdeel van het Air Mobility Command (AMC). De 437th Airlift Wing (437 AW) van het Air Mobility Command (AMC) en de 315th Airlift Wing (315 AW) van het Air Force Reserve Command (AFRC) opereren de C-17A Globemaster III vanaf de basis.
De basis werd op 1 oktober 2010 gefusioneerd met de Naval Support Activity Charleston en de 628 ABW levert nu de operationele diensten voor de Joint Base Charleston.
Charleston Air Force Base, een gezamenlijke civiel-militaire luchthaven, deelt zijn start- en landingsbanen met Charleston International Airport voor commerciële vliegtuigoperaties, en met een vliegtuigassemblagefabriek, sinds 2011 eigendom van Boeing South Carolina waar assemblage van een deel van de en sinds 2021 alle Boeing 787 Dreamliners gebeurt, in montagehallen die voor 2011 eigendom waren van Vought en Global Aeronautica die daar deelassemblages voor hetzelfde type toestel fabriceerden. De publieke luchthaven en de assemblagefabriek liggen aan de zuidkant van het vliegveld een zone met algemene luchtvaartoperaties aan de oostkant. De militaire vliegbasis ligt ten westen van de landingsbanen.